# میدوی، شهرستان باث، ویرجینیا
میدوی (به انگلیسی: Midway) یک منطقهٔ مسکونی در ایالات متحده آمریکا است که در شهرستان بث، ویرجینیا واقع شده‌است. میدوی ۷۵۵٫۹۱ متر بالاتر از سطح دریا واقع شده‌است.